# 飯島颯
飯島 颯（いいじま はやて、2001年10月12日 - ）は、日本の俳優、ダンサー。東京都出身。 スターダストプロモーション制作3部所属。 EBiDANのメンバーであり、9人組ボーカルダンスユニットSUPER★DRAGONのメンバーである。

## 略歴
現事務所には二度スカウトされている。一度目はサッカーを頑張りたいからという理由で辞退したものの、再度別の場所でスカウトされたことにより運命を感じて芸能界入りした。 。同期には松村和哉がいる。
2015年9月にSUPER★DRAGONのメンバーとしてデビュー。高校受験のため、一時期休業をしていたが合格発表とともに復帰。
2019年5月には個人名義でのInstagramを開設した。

## 人物
- 兄が一人いる。[4]
- 愛猫家。[5]Instagramでは愛猫の「クマくん」の様子が頻繁に投稿されている。
- 祖母が大阪に住んでいることから「第二の故郷大阪」といっている。
- 二歳半の時にニューヨークに引越しをして約三年間住んでいた。[2]
- ボーカルメンバーとして歌唱することもあるが、ダンサーを担うことが多い。よくアクロバットについて思いを語っている。[6]
- 好きな食べ物はハンバーグ、アイス
- キャラクターはミニオンズが好き。二歳の時はハローキティが好きだった。[7]
- 自分にキャッチコピーを付けるなら「ゆるふわギャップモンスター」（普段とパフォーマンス中でギャップがあるため）[2]
- ライブのMCではその土地の方言を用いた挨拶をしたり、「盛り上がってくれないとつまみ出すぞ！」と言う。
- 趣味はサッカー。サッカークラブでキャプテンの経験があり、ポジションは基本的にセンターバックやミッドフィールダーであった。[2]
- 小学校では学級委員長、中学校では生徒会副会長をしていた。[2]
- 颯爽とした人になって欲しいという思いが名前の由来であり、座右の銘も「英姿颯爽」[2]
- アイスが好きで、ブログでアイスレビューをしている。

## 出演

### CM
- 株式会社みずほフィナンシャルグループ企業広告「サッカー選手成長篇」 （2014年2月19日 - 2015年2月18日）

### 広告
- 株式会社モリリン「HEAD KIDS」 （2013年10月1日 - 2013年12月31日）
- 栄光ゼミナール「個別指導 ビザビ」（2014年6月1日 - ）
- エースアディダスバッグモデル（2015年、2017年）

### 雑誌
- 新潮社『ニコ☆プチ』（2014年4月号 - 2014年10月号）
- 集英社『Seventeen』（2018年7月号 - 2018年8月号）

### ボイスコミック
- 恵比寿学園中等科日曜補習組探偵団（2015年6月、ENSOKU）- 無患子 悠真 役

### テレビドラマ
- スティンガース 警視庁おとり捜査検証室 第2話（2025年7月29日、フジテレビ） - ジュンタ 役[8]

### 映画
- がらくた（2016年5月21日）- 竹内 錬 役[9]

### Web番組
- GirlsAward特番『恋する金曜日』（2019年4月12日、楽天）- 志村玲於と出演

### Webドラマ
- テレワークドラマ「あなたの夢叶えますガチャ」Bチーム （2020年）- あっくん（泉川敦）役

### ランウェイ
- 神戸コレクション 2019 AUTUMN/WINTER -ガールズフェスティバル-（2019年9月8日、ワールド記念ホール）

### 舞台
- FAKE MOTION 2022 SMR LIVE SHOW（2022年10月12日・13日、かつしかシンフォニーヒルズ） - 源田宗親 役
- 音楽劇『無人島に生きる十六人』（2025年1月25日 - 2月2日、日本青年館ホール） - 秋田康成 役[10][11]
- 舞台『青のミブロ』（2025年4月11日 - 27日、EX THEATER ROPPONGI / 4月25日 - 27日、京都劇場） - 沖田総司 役[12]
- シンフォニー朗読劇『ベートーヴェン〜魂の交響曲〜』（2025年7月3日・6日〈予定〉、東京国際フォーラム ホールC / 7月13日〈予定〉、御園座） - モーツァルト / リース 役[13][14]